# Kim So-wol
Dans ce nom coréen, le nom de famille, Kim, précède le nom personnel.
Kim So-wol (1902-1934) est un poète coréen ayant apporté une grande contribution à la poésie moderne en Corée. Son style rappelle le rythme et les thèmes des chansons populaires et traditionnelles de Corée. Fleurs d'azalée (Jindallae kkot) est l’un de ses poèmes les plus connus. Ses thèmes mélancoliques de départs et de renoncements rappellent la chanson folklorique et traditionnelle coréenne Arirang. La musicalité populaire qui imprègne ses poèmes lui a valu d’être considéré comme le « poète des chansons folkloriques»,.

## Biographie
Kim So-weol wol est né sous le nom de Kim Jeong-sik (김정식, 金廷湜) dans un village de montagne à une époque où l'influence japonaise sur la Corée est de plus en plus marquée. Alors qu'il n'a que deux ans, son père est agressé par des travailleurs japonais puis finit par sombrer dans la folie. Kim Jeong-sik est donc élevé par son grand-père, un exploitant minier. Il se marie à 14 ans,,. 
Il entre à l'école Osan où il fait la connaissance du poète Kim Eok qui devient son mentor. Il étudie à l'académie Baejae de Séoul puis part poursuivre ses études à Tokyo entre 1923 et 1925,. 
Sur le plan privé, il aide son grand-père à conduire son entreprise mais celle-ci fait bientôt faillite. Les affaires continuent ensuite à aller mal, l'écrivain sombre dans l'alcoolisme et finit par se suicider en s'empoisonnant à l'âge de 32 ans,.

## Œuvres
Kim fait ses débuts en 1920 en publiant ses poèmes dans la revue Changjo et utilise pour la première fois le nom de plume de So-wol (blanche lune). Il continue ensuite de publier dans la revue Gaebyeok et se fait remarquer par les critiques avec Un jour beaucoup plus tard (Meon hu-il) au sujet d'un amour immortel puis avec le poème Fleurs d'azalée (Jindallae kkot). Sa carrière culmine en 1925 avec la publication de ce même recueil. Il a écrit 154 poèmes et essais,.
Depuis 1987, le prix de poésie Sowol récompense les poètes coréens.

## Livre traduit en français
- Kim So-wol, Fleurs d'azalée, traduit par Kim Hyeon-ju et Pierre Mesini, pp. 124, éditions Autres Temps, 1998.  (ISBN 978-2911873676)